# Inconscient collectif

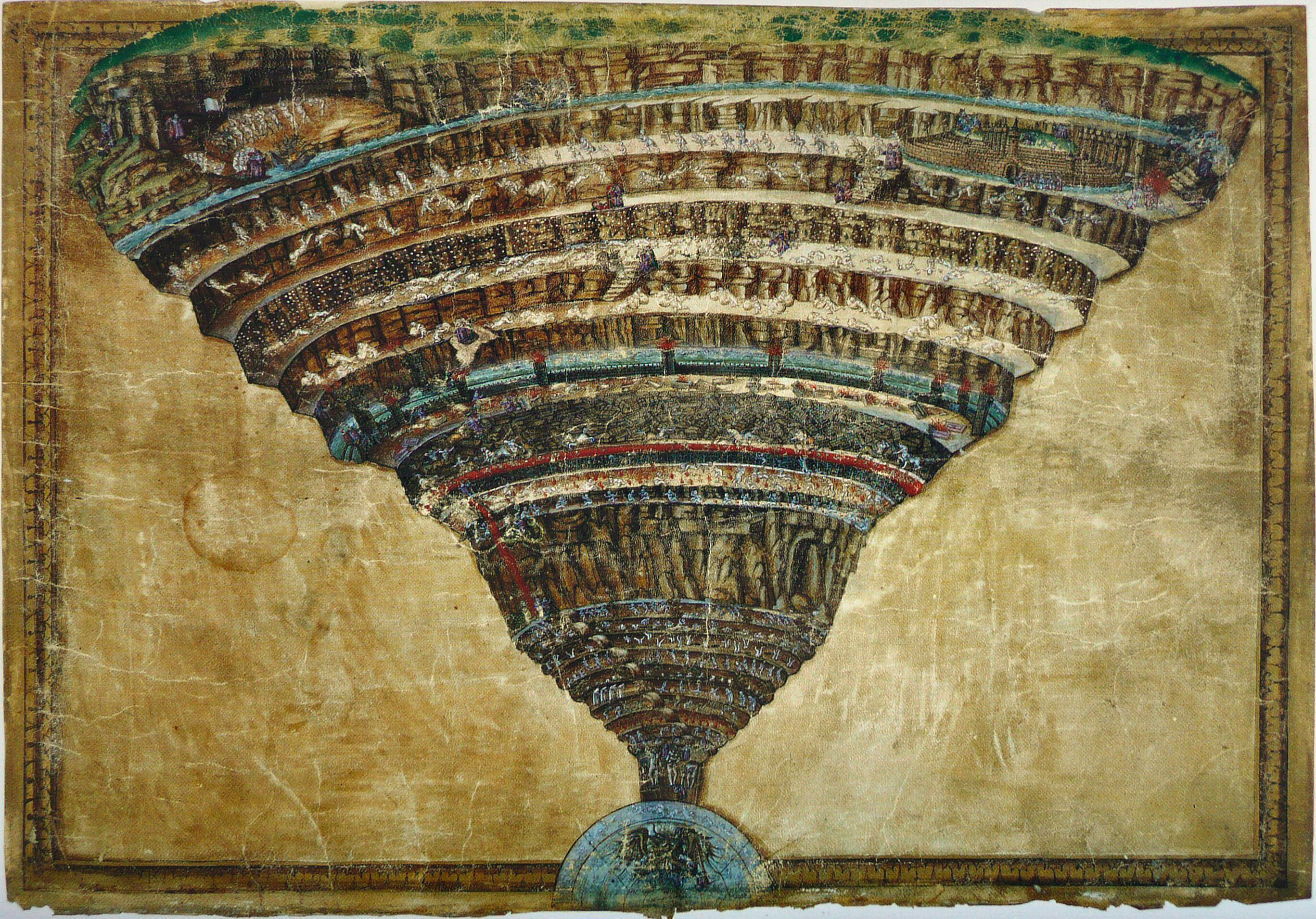
Carte de l'Enfer dans la Divine Comédie de Dante Alighieri, par Sandro Botticelli (vers 1480-1495).
Selon Carl Gustav Jung, les enfers représentent dans toutes les cultures l'aspect inquiétant de l'inconscient collectif.

Vous lisez un « article de qualité » labellisé en 2009.
Pour les articles homonymes, voir Inconscient (homonymie).
Ne doit pas être confondu avec Inconscient.
Pour un article plus général, voir Psychologie analytique.
L'inconscient collectif est un concept de la psychologie analytique s'attachant à désigner les fonctionnements humains liés à l'imaginaire, communs ou partagés, quels que soient les époques et les lieux, et qui influencent et conditionnent les représentations individuelles et collectives.
Selon le psychiatre suisse Carl Gustav Jung (1875–1961), créateur du concept, l'inconscient collectif constitue « une condition ou une base de la psyché en soi, condition omniprésente, immuable, identique à elle-même en tous lieux ». Toujours selon lui,

« les instincts et les archétypes constituent l'ensemble de l’inconscient collectif. Je l’appelle « collectif » parce que, au contraire de l’inconscient personnel, il n’est pas fait de contenus individuels plus ou moins uniques ne se reproduisant pas, mais de contenus qui sont universels et qui apparaissent régulièrement. »

Jung donne en effet l'épithète de « collectif » à cette partie transpersonnelle de la psyché inconsciente, car ces matériaux se distinguent par leur récurrence d'apparition dans l'histoire humaine et parce qu'ils se manifestent au moyen des archétypes, autre concept central de la psychologie analytique.
Si pour Sigmund Freud, fondateur de la psychanalyse, l'inconscient se caractérise avant tout par le fait qu'il naît du refoulement des pulsions, pour Jung, au contraire, l'inconscient est constitué de tout ce qui n'est pas conscient. Selon ce dernier :

« Il est inhérent à la réalité et la communication du conscient et de l'inconscient [et] permet le devenir de l'individu. »

L'inconscient collectif et le conscient forment par conséquent, dans cette vision, un « ensemble [qui] constitue la totalité psychique dont nul élément ne peut disparaître sans dommage pour l'individu. » Il aurait par ailleurs une fonction vitale pour l'homme, notamment exerçant une activité compensatrice au Moi. Il serait enfin la source du renouveau de l'être, par la compréhension des rêves et le travail de l'individuation.
Pour Jung, reconnaître l'existence et l'influence de l'inconscient collectif, c'est reconnaître que « nous ne sommes pas d'aujourd'hui ni d'hier ; nous sommes d'un âge immense ».

## Définition

### Origine
L'expression « inconscient collectif » (kollektives Unterbewußtsein en allemand) n'a de sens, chez Carl Gustav Jung, que dans le domaine de la psychologie analytique. Il n'est en effet pas reconnu au sein de la psychanalyse. De plus, le concept demeure ambigu, en raison de la polysémie des deux mots le formant. Cette ambiguïté est à l'origine de la mauvaise réception des travaux de Jung. Par ailleurs, le concept de « subconscient » est souvent employé de manière synonymique, à tort. Jung lui-même n'est pas toujours rigoureux quant à l'utilisation de concepts décrivant la réalité collective de l'inconscient. Il parle ainsi tour à tour d'inconscient « transpersonnel » de « représentations collectives » (terme créé par l'anthropologue français Lucien Lévy-Bruhl en 1910 dans La Mentalité primitive), voire d'inconscient « suprapersonnel ». Jung parle également parfois de « patrimoine représentatif » afin d'insister sur le fait que le sujet, lors de son ontogénèse, ne le produit pas, ni même n'en hérite. Yves Le Lay rappelle que l'expression d'« inconscient archaïque », utilisée par Jung dans ses premiers écrits, lui est aussi équivalente : « on a appelé « archaïque » cet inconscient à cause du caractère primitif de ses manifestations ; on l'a appelé aussi « collectif », pour bien marquer qu'il n'est pas la propriété d'un individu, mais celle d'une collectivité ».

Représentation conique de la structure de la psyché selon la psychologie analytique :
1. le Moi ;
2. le conscient ;
3. l'inconscient personnel ;
4. l'inconscient collectif ;
5. la partie de l’inconscient collectif qui ne peut être connue, dite « inconscient archaïque ».

Au sens strictement psychologique, et comme le résume le psychothérapeute jungien Gerhard Adler : « l'inconscient collectif, reprenant en substance les dires de Jung, est le dépôt constitué par toute l'expérience ancestrale depuis des millions d'années, l'écho des événements de la préhistoire, et chaque siècle y ajoute une quantité infinitésimale de variation et de différenciation ». De manière générale, dans l'œuvre de Jung, le concept désigne l'ensemble des représentations de l'imaginaire humain, ainsi que le note Salomon Resnik : l'« inconscient pour Jung est la matrice de toute affirmation métaphysique, de toute mythologie, philosophie et religion. L'individu fait partie d'un code universel qui s'exprime sous forme d'archétypes ».

### Caractéristiques générales
L'inconscient collectif selon Jung possède plusieurs propriétés qui en font un concept unique à la psychologie analytique. Tout d'abord, il n'est pas qu'un inconscient passif ; il possède une expressivité créatrice qui a pour but de dialoguer avec le conscient et qui lui donne des qualités proches de celles constitutives d'une personnalité à part entière. Selon Jung l'inconscient n'est pas « une boîte à ordure du conscient mais un système psychique largement autonome dont l'activité compense les erreurs et l'unilatéralité du conscient ». L'inconscient collectif possède également une énergie numineuse, ressentie par le conscient comme étant d'origine sacrée car d'origine libidinale (chez Jung, la « libido » désigne toute énergie psychique). Ainsi, les influences de l'inconscient collectif, lorsqu'elles impriment le conscient, sont à la source des courants de croyances, des expériences religieuses, des visions extatiques mais aussi des arts, de la littérature et des rituels. En ce sens il apparaît comme inconstant pour le sujet alors que, dans sa nature profonde, « il ne se transforme jamais ».
Si l'inconscient personnel est souvent représenté par le dieu Mercure (ou Hermès) dans l'Antiquité ou dans l'alchimie, les processus de l'inconscient collectif, bien que plus rarement représentables, sont souvent imagés par des éléments naturels comme l'océan ou la forêt, mais aussi par l'archétype de la Grande Mère ou de l'âme (ce sont les concepts d'anima ou d'animus, selon le sexe). De plus, les matériaux collectifs sont projetés sur des objets de la réalité. Alors que l'inconscient freudien est une somme de pulsions refoulées, l'inconscient collectif jungien a naturellement tendance à sortir du psychisme pour s'incarner dans des objets extérieurs. Ces matériaux, par essence non représentables (car fusion d'opposés que les catégories de la raison ne peuvent appréhender) accèdent à la conscience par la médiation du symbole. Il existe ainsi un symbolisme inconscient qui ne suppose, chez Jung, ni refoulement ni censure, et que les études de Jean Piaget ont contribué à préciser selon Charles Baudouin.
Enfin, « thésaurus de la mémoire de l'espèce », il possède un « savoir absolu » qui peut contribuer à expliquer la fonction prospective des rêves et certains phénomènes paranormaux comme la télépathie. Ce savoir peut aussi s'exprimer à travers l'art ; les grands écrits de l'humanité sont inspirés par les forces inconscientes qui ont une fonction créatrice, en plus de délivrer un message compensateur à l'attitude sociale dominante.

## Genèse du concept

### Héritage philosophique

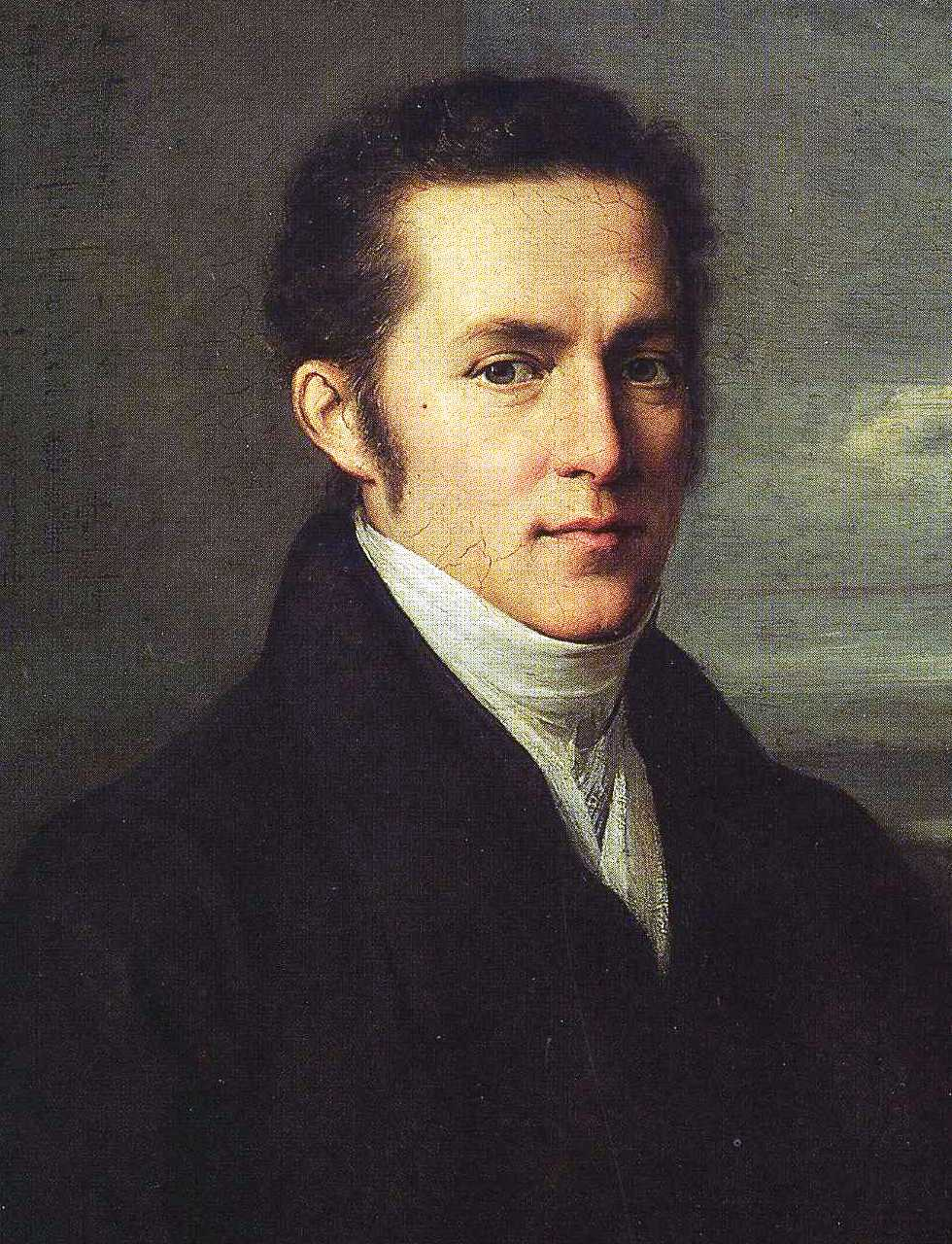
Carl Gustav Carus, qui inspira beaucoup Carl Gustav Jung, par le peintre Johann Carl Rössler (1800).

Si le concept d'« inconscient collectif » ainsi formulé par la psychologie analytique est moderne, créé par le psychiatre suisse Carl Gustav Jung, il n'en a pas moins des usages précurseurs, dans le domaine de la philosophie occidentale. En effet, et Jung le reconnaît maintes fois dans son œuvre, nombre de philosophes ont décrit un plan de réalité dont les caractéristiques se rapprochent d'un savoir universel que partageraient tous les hommes. Jung voit ainsi son concept comme l'héritier d'une tradition philosophique, celle de l'idéalisme philosophique et qui trouve sa source en Grèce antique, à travers les notions d'« apeiron » d'Anaximandre, d'« Un » de Parménide et des Idées de Platon, notions qui renvoient toutes à un principe indéfini et indéterminé, sorte de réceptacle du savoir humain.
Jung est ainsi l'héritier du néoplatonisme renaissant et de la tradition hermétique, ainsi que de la philosophie allemande naturaliste ; il reprend les thèses de Friedrich Wilhelm Joseph von Schelling (1775–1854) et de Novalis (1772–1801), qui est le premier à se servir du mot « inconscient », après Ernst Platner (1774-1818) (qui a inventé le terme allemand bewusstlos : « inconscient » en 1776, à la suite de Hery Home, le premier à employer ce mot, en anglais (unconscious) en 1751) sur la nature inconnaissable et irreprésentable du concept,. Les thèses post-romantiques de Karl Robert Eduard von Hartmann (1842–1906) avec Philosophie des Unbewussten (Philosophie de l'Inconscient) en 1869 mais surtout de Carl Gustav Carus (1789–1869) (Psyche, 1851), qui se représente un « inconscient absolu » et un « inconscient relatif », sont souvent citées par Jung comme étant à la base philosophique de ses travaux. Pour Henri F. Ellenberger, le « concept d'inconscient - surtout sous la forme de l'inconscient collectif de Jung - et l'intérêt porté aux rêves et aux symboles sont (…) fondamentalement romantiques ».
La théologie chrétienne, avec le concept de « Plérôme », en usage chez les Gnostiques notamment, et avec les « ideæ principales » de saint Augustin, décrit un arrière-plan imaginal proche des propriétés de l'inconscient jungien. Jung a par ailleurs écrit un livre à dimension mystique, Les Sept sermons aux morts (1916), à la suite d'une vision qui l'a bouleversé des années durant et dans laquelle il fait référence au Plérôme gnostique, sorte d'inconscient collectif métaphysique. Les philosophes modernes, les Allemands Emmanuel Kant (Jung, pétri du rationalisme kantien, a toujours considéré le concept comme une hypothèse de travail ; il dit ainsi dans une lettre : « Pour moi ce concept ne relève que de la théorie de la connaissance. (…) En un sens je pourrais dire de l’inconscient collectif qu'il est exactement la même chose que ce qu'Emmanuel Kant disait de la chose en soi »), avec ses catégories a priori de l'entendement et la notion de « chose en soi », et surtout Schopenhauer avec sa notion de « volonté aveugle », abordent déjà les fondements psychiques de cette structure universelle. D'autres philosophes et psychologues naturalistes modernes évoquent l'idée d'un espace psychique qui conditionne les représentations, ainsi Merleau-Ponty avec l'« inconscient primordial » ou l'inconscient comme archivage du passé d'Henri Bergson (dans L'Énergie spirituelle) inspirent Jung.
Si Jung reconnaît à plusieurs endroits de ses travaux l'influence de ces systèmes philosophiques, il aborde la question avec un regard de psychiatre et de psychanalyste et jamais avec celui du sociologue. Ainsi, la notion de « conscience collective » créée par le sociologue Émile Durkheim (1858–1917), reprise et continuée par Maurice Halbwachs dès 1939, se rapporte en effet aux croyances et comportements partagés dans une collectivité et fonctionnant comme une force séparée et généralement dominante par rapport à la conscience individuelle. Selon cette théorie, une société, une nation, un groupe constituerait une entité se comportant comme un individu global et ne peut se confondre avec la théorie de Jung. David I. Tresan explique que « son idée relève de la psychologie et la preuve qu'il apporte est d'ordre phénoménologique, et il se garde bien d'énoncer des vérités absolues, qu'il croie ou non à leur existence ».

### Apport de Sigmund Freud et de la neurophysiologie

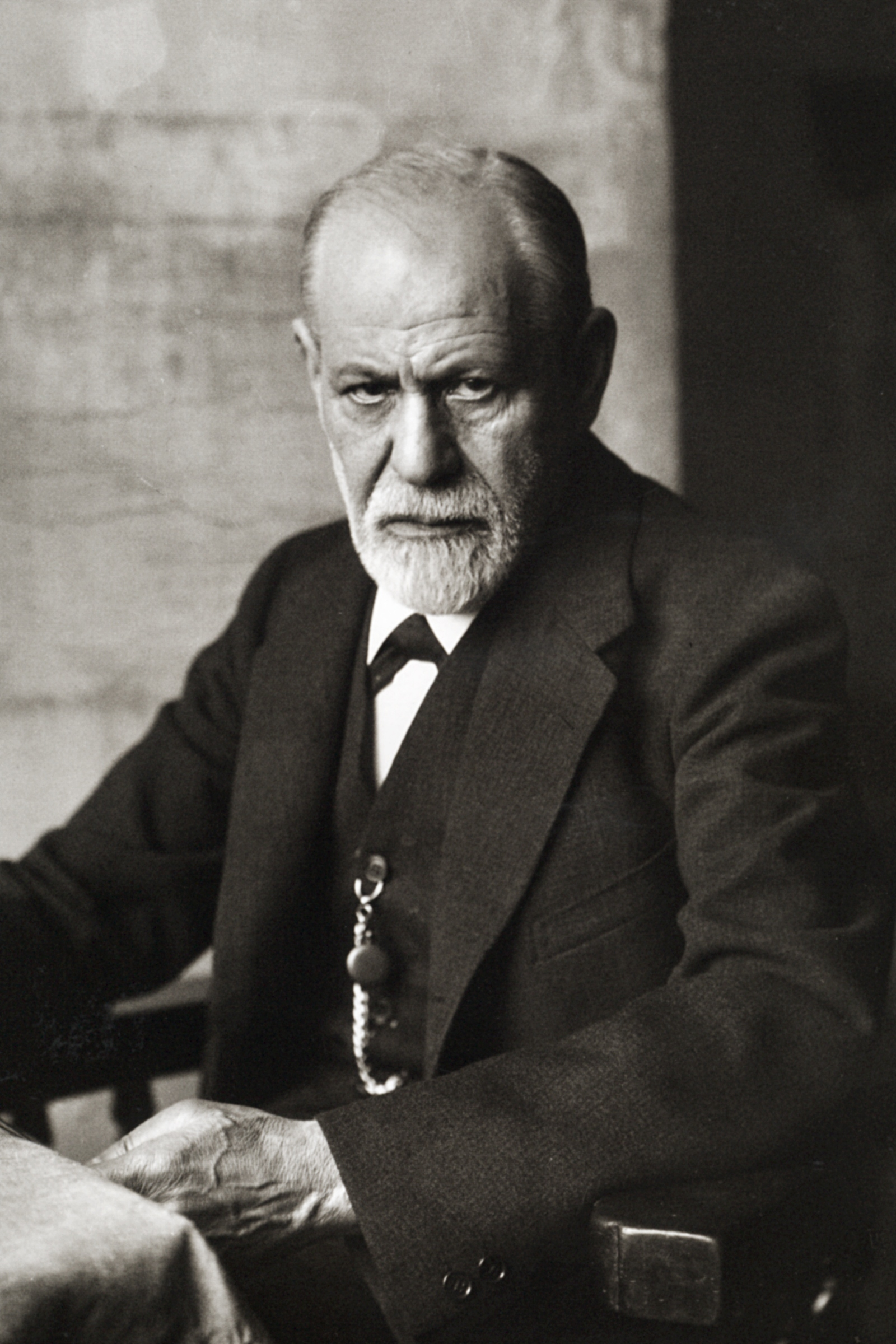
Sigmund Freud en 1926, photographié par Ferdinand Schmutzer.

Ayant rejoint très tôt les thèses de Sigmund Freud, Jung reprend la conception psychanalytique de l'inconscient, qui possède deux parties : l’« inconscient refoulé » qui comporte les pulsions, les souvenirs d’enfance, les fantasmes et les affects refoulés et l’« inconscient primitif » qui contient les schémas phylogénétiques que l’enfant apporte en naissant et qui sont pour Freud « des précipités de l’histoire de la civilisation humaine ». En effet, et malgré les critiques dont elle fait l'objet, Freud se rallie jusqu'à la fin à la théorie du naturaliste Jean-Baptiste de Lamarck (1744–1829). Il continue, en poursuivant tant dans son texte posthume Abrégé de la psychanalyse (1938) que dans son Moïse et le monothéisme (1939), où il écrit « que l'hérédité archaïque de l'homme ne comprend pas seulement des dispositions, mais contient aussi des vestiges de la mémoire et des expériences des générations antérieures », l'idée qu'il existe des traces mnésiques dans la psyché, proches du concept des « archétypes » jungiens dont pourtant il refuse l'intégration à la psychanalyse. L'apport de la théorie freudienne sur Jung est déterminant, d'abord par sa méthode révolutionnaire d'investigation de l'esprit humain, par l'interprétation des rêves et les associations libres notamment, et ensuite par le fait que la réalité de l'inconscient y est un axiome.
Psychiatre de formation, Jung est également très tôt au fait des découvertes et expériences de la neurophysiologie de la fin du XIXe siècle. L'idée d'un « inconscient cérébral », c'est-à-dire localisable biologiquement, aux répercussions psychiques, se fait jour à travers les études de Theodor Lipps (1851–1914), notamment dans Der Begriff des Unbewussten in der Psychologie (1897) et qui ont influencé Freud directement. Les travaux de Wilhelm Maximilian Wundt (1832–1920) sont également souvent cités par Jung, notamment dans le cas du test des associations qui révèle indirectement l'influence de l'inconscient. Ainsi, pour Yvon Brès, se référant à Sigmund Freud, dans L'Interprétation des rêves : « il convient de nuancer à la fois l'originalité de Jung sur ces deux points [les concepts d'inconscient collectif et d'archétype] et la différence avec Freud. Déjà chez von Hartmann, en 1869, l'inconscient était conçu comme trans-individuel ; l'idée d'un inconscient collectif est à la mode autour de 1900 [avec Vacher de Lapouge et Gustave Le Bon]. Chez Freud lui-même on trouve par exemple la thèse assez étrange d'une histoire du refoulement permettant de dire que le complexe d'Œdipe est plus refoulé à l'époque (1600) où Shakespeare écrit Hamlet qu'à celle (420 av. J.-C.) où Sophocle avait écrit Œdipe-Roi ».

### L'approche de Carl Gustav Jung

#### Les complexes et le cas de «Miss Miller»
Le terme d'« inconscient collectif » est employé par Carl Gustav Jung pour la première fois en 1916 au cours d'une conférence devant le Club de psychologie analytique de Zurich, conférence intitulée « Uber das Unbewusste und seine Inhalte » (« Sur l'inconscient et son contenu » en français). Le manuscrit de cette intervention n'a été publié qu'en 1961, après la mort de Jung, mais le terme apparaît pour la première fois en français dans la traduction de cette conférence, publiée la même année, en 1916, dans les Archives de psychologie. Néanmoins, l'intérêt de Jung pour les « matériaux collectifs » (c'est ainsi qu'il nomme les éléments qui l'ont conduit par la suite à l'hypothèse d'un réservoir d'images universelles) date, selon la biographe Deirdre Bair, de 1901. À ce moment, Jung et Franz Riklin, son collaborateur, mettent au point un protocole expérimental permettant de mesurer l'influence des complexes sur le sujet : le « test des associations de mots ». Deux faits les frappent alors : le développement autonome des complexes et leur tendance à prendre la forme d'une personnalité d'une part, leur influence sur le conscient d'autre part. Plus tard, Jung tente de démontrer en effet que l'inconscient, pour se manifester, empruntera des personnalités secondes qui perturbent la sphère consciente.
En 1906, le cas d'une jeune Américaine pré-psychotique nommée, par souci d'anonymat, « Miss Miller », apporte à Jung les premiers matériaux thérapeutiques pour l'étude, par les symboles, des manifestations de l'inconscient collectif. Jung compile les poèmes et visions de sa patiente, portée à son attention par l'article de Théodore Flournoy, « Quelques faits d'imagination subconsciente », et en nourrit le développement de son ouvrage Métamorphoses de l'âme et ses symboles. À partir de ses productions, il met en pratique sa méthode dite de l'amplification. Par exemple, étudiant le poème produit spontanément par Miss Miller à la vue d'une mite, Jung y examine les motifs mythologiques présents. Il parvient ainsi à une interprétation en recourant au Faust de Goethe notamment.

#### Le cas Emile Schwyzer etMétamorphoses et symboles de la libido

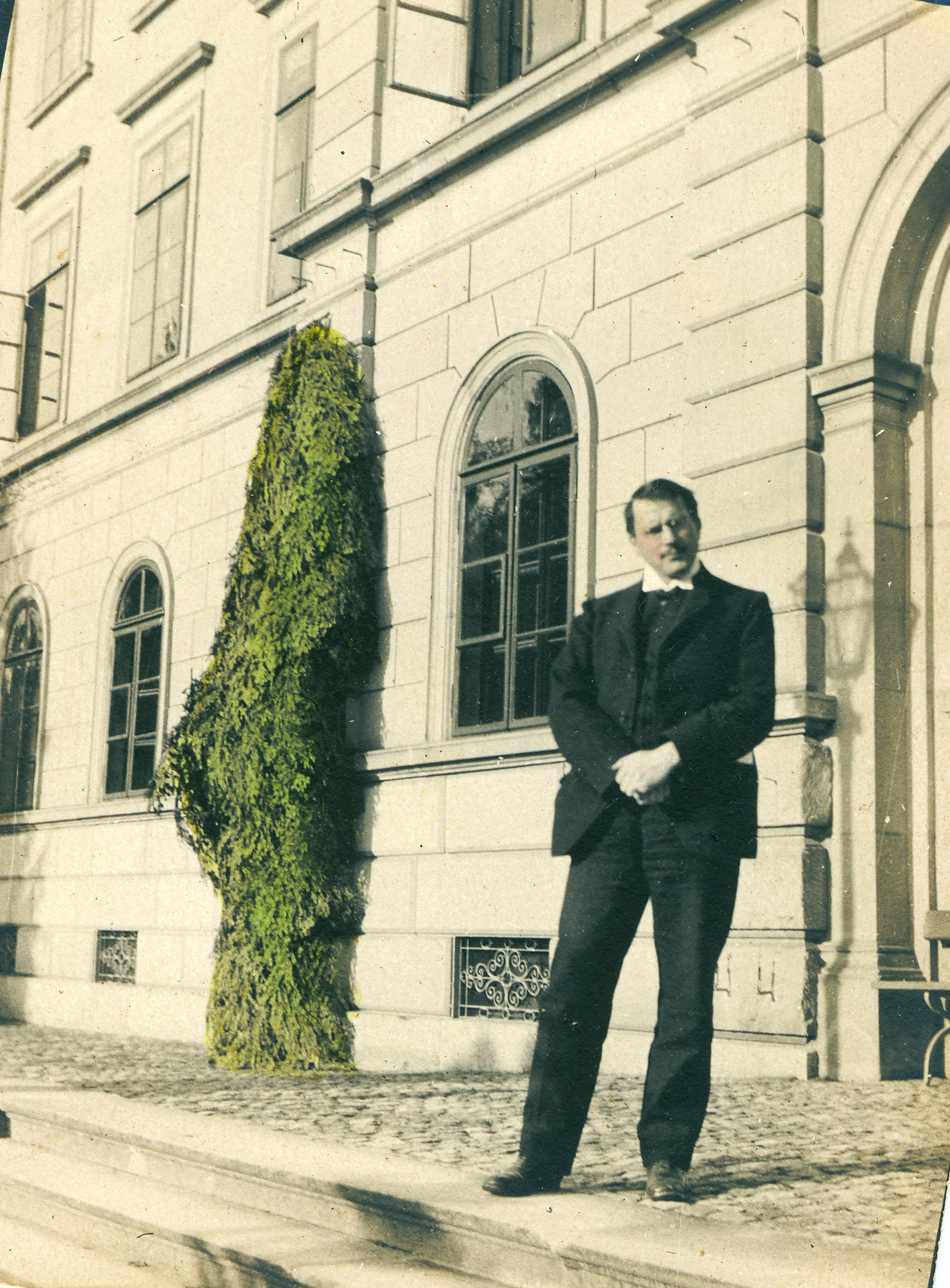
Le psychiatre Carl Gustav Jung au Burghölzli, à Zurich, en 1910.

Alors psychiatre à la clinique psychiatrique universitaire de Zurich, surnommée le « Burghölzli », près de Zurich, en Suisse, Jung rencontre des patients pathologiquement très atteints, vivant dans des délires extrêmement sophistiqués. Il se penche particulièrement sur le cas d'Emile Schwyzer, un schizophrène délirant qui voit dans le Soleil un « membrum erectum » (un « pénis en érection ») et dont le mouvement érotique produit le vent. Jung a alors l'idée d'effectuer des recherches bibliographiques qui permettraient de l'aider à saisir le sens du délire de son patient. Dans l'ouvrage d'Albrecht Dieterich et de Richard Wünsch, Eine Mithrasliturgie (1910), Jung lit une vision semblable, celle évoquant « un tuyau pendant du Soleil ». Aidé de son élève, Joahann Jakob Honneger, Jung y voit la résurgence de mythes que le patient ne peut connaître, notamment celui de la liturgie du dieu Mithra. Il demande donc à Honneger de recueillir tous les matériaux possibles sur Schwyzer, à propos duquel le jeune assistant réalise sa thèse de doctorat en médecine. Entrevoyant l'importance de ses découvertes, Jung met une pression terrible sur Honneger, qui est considéré par certains historiens de la psychanalyse comme le véritable découvreur du concept d'inconscient collectif, récupéré ensuite par Jung. Cependant, la théorie culturelle de Jung existe quelques années auparavant, et en dépit des conclusions de Honneger : dans une lettre à Freud, Jung explicite en effet sa position : « Nous ne résoudrons pas le fond de la névrose et de la psychose sans la mythologie et l'histoire des civilisations ».
Jung voit donc dans le motif du soleil comme membre phallique « un trait généralement humain », qui se répète dans l'imaginaire et que le délire personnel utilise pour manifester un état interne pathologique au patient. Il y voit par conséquent un archétype, l'une des structures principales de l'inconscient collectif que Jung théorise définitivement dans la première partie de l'ouvrage Métamorphoses et symboles de la libido, écrit peu après le cas Schwyzer, en 1911 et dans laquelle il cite de nombreuses sources pour tracer un parallèle entre les anciens mythes et la pensée infantile, à partir des cas étudiés. Il se propose dès lors de démontrer « la connexion qui existe entre la psychologie du rêve et la psychologie du mythe ». Les psychanalystes Karl Abraham, Otto Rank et Ernest Jones étaient parvenus à des conclusions semblables note Emilio Rodrigue, qui poursuit que peut se détecter ici « le germe du concept d'inconscient collectif ». Jung poursuit en disant que l'esprit possède « des strates historiques qui contiennent des produits mentaux archaïques ». Le psychiatre suisse a en effet d'abord décrit les archétypes puis la nature de l'inconscient collectif, seulement après. Dès lors, le concept devient central dans la psychologie analytique ; dès 1916 en effet, dans Psychologie de l'inconscient, Jung parle des « archétypes de l'inconscient collectif ».

#### Une intuition et un pressentiment

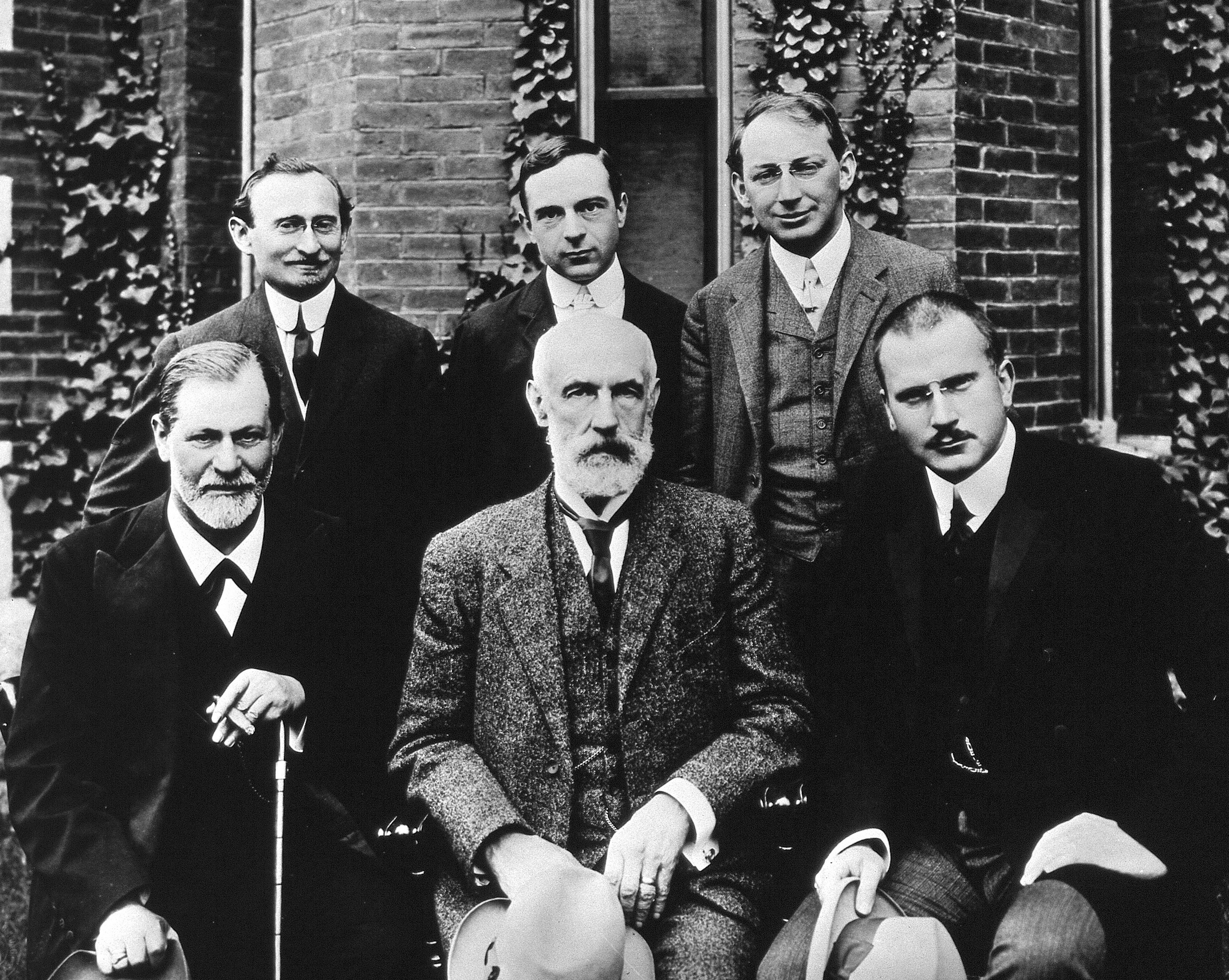
Photographie de la rencontre de 1909 lors de la première conférence psychanalytique, à la Clark University de Worcester, Massachusetts (devant : Freud, Hall et Jung, derrière : Brill, Jones et Ferenczi).

Jung et ses continuateurs considèrent que c'est en 1909, à la suite d'un rêve, que le psychiatre suisse prend conscience d'un inconscient universel, transpersonnel. De retour des États-Unis avec Sigmund Freud, sur le paquebot le ramenant en Europe, Jung rêve en effet d'une maison possédant divers sous-sols et plusieurs étages. L’étage supérieur est meublé dans le style XVIIIe siècle alors que l'étage du dessous est dans le style de l’époque médiévale ; au rez-de-chaussée l'architecture est romaine. Les caves enfin laissent penser à des temps reculés, préhistoriques. Jung y voit un message de l'inconscient, qui, par le langage onirique, l'aide à conceptualiser l'existence d'un réservoir d'expériences humaines en chaque individu. Ce réservoir cumule toutes les époques et mentalités de l'histoire humaine, à la façon de strates géologiques. L'idée jungienne recouvre ainsi, à la fois celle d'un « réceptacle passif » où viennent s'inscrire l'histoire de toutes les réactions humaines et celle d'un « substrat actif », fondement d'où émerge toute réalité et qui tente de communiquer avec le sujet.
Enfin, dès 1918, Jung a le sentiment qu'en Europe des événements graves se préparent. Une série de rêves le conduisent à penser que la « bête blonde » (l'Allemagne nazie) s'achemine vers une « psychose totalitaire », unique dans l'histoire. Il parle de « dieux de substitution », le « Führer » ou l'État, qui ont la capacité de faire s'exprimer de manière violente les forces de l'inconscient collectif. Derrière tout totalitarisme en effet, pour Jung, existe un débordement des fantasmes inconscients et collectifs, qui est figuré par le dieu nordique Wotan.

## Concept central de la psychologie analytique
Le concept d'inconscient collectif est la pierre de touche de la psychologie analytique jungienne ; selon Luigi Aurigemma « c'est par l'introduction de l'hypothèse d'un inconscient collectif à base d'archétypes que Jung a changé radicalement son image de la structure du psychisme ». En effet, plusieurs notions préexistantes, établies a posteriori par Jung lors de ses recherches, notamment les structures innées (les archétypes) et la participation mystique, mais aussi la fonction du rêve et la méthode d'amplification par la suite, donnent sens au concept, l'ancrant au sein d'un système empirique dans lequel tous les concepts font sens.

### Les structures innées
Le concept d'« archétype » (« images primordiales » en grec ancien) est premier sur celui d'inconscient collectif. Dans le cours de ses recherches, Jung a en effet d'abord noté la récurrence de motifs ancestraux, partagés (avec des variations) à toutes les époques et dans toutes les civilisations, avant d'imaginer leur contenant, qu'il définit comme « le dépôt constitué par toute l'expérience ancestrale depuis des millions d'années, l'écho des événements de la préhistoire, et chaque siècle y ajoute une quantité infinitésimale de variation et de différenciation ». Avant d'utiliser le terme d'« archétype », Jung utilise celui d'« imago » (ou d'« image inconsciente ») et qui renvoie à la notion de trace mnésique (Erinnerungsspur), inscrite comme mémoire inconsciente.
Les archétypes sont par conséquent, au début des travaux de Jung, des centres d'énergie, des formes innées conditionnant l'imaginaire humain, et dont l'ensemble forme l'inconscient collectif, sorte de mémoire universelle des comportements humains. Ces structures sont le support de l'inconscient collectif qui a même selon Jung des fondements phylogénétiques voire biologiques. Néanmoins, en psychologue empirique, Jung se refuse à prolonger son concept dans le domaine de la biologie et de l'hérédité. Charles Baudouin explique en effet : « Jung a la prudence de mettre sa conception de l'inconscient collectif en dehors des vicissitudes des théories évolutionnistes ».

### La participation mystique et le transfert
Jung utilise le concept de « participation mystique » établie par l'anthropologue Lucien Lévy-Bruhl, dans le prolongement du principe de « représentations collectives » d'Émile Durkheim et dans le contexte d'études de populations alors désignées comme des « primitifs », d'un point de vue psychique, proche de la projection. La participation mystique désigne ainsi en psychologie analytique le mécanisme qui fait que « l'inconscient est projeté dans l'objet et l'objet introjecté dans le sujet, c'est-à-dire rendu psychologique ». Tout contenu inconscient lorsqu'il est perçu par le conscient a ainsi une valeur quasi magique, surnaturelle. À l'échelle de l'humanité, ce mécanisme peut être considéré comme inconscient et actif, et Jung pense qu'il repose sur la structure innée au niveau de l'individu : l'inconscient collectif, qui est de ce fait une réalité immédiate, évidente et universelle et qui entraîne donc, chaque fois qu'il surgit, une identité inconsciente avec l'objet.
Le phénomène du « transfert psychanalytique », proche de la participation mystique, est celui qui dévoile le mieux l'influence constante de l'inconscient collectif sur le sujet. En effet, le patient transfère sur l'analyste des qualités magiques ou mystérieuses, qui font écho à celles des mythes. S'il est perçu comme bénéfique, le transfert dote l'analyste d'une figure de magicien alors qu'une représentation négative va tendre à le montrer sous les traits d'un criminel démoniaque. Pour Jung, qui a consacré un ouvrage entier sur ce sujet (Psychologie du transfert, 1971), de telles images sont davantage que des souvenirs du vécu ; elles renvoient bien à des mythes que l'individu n'a pas pu consciemment créer.

### Le rêve

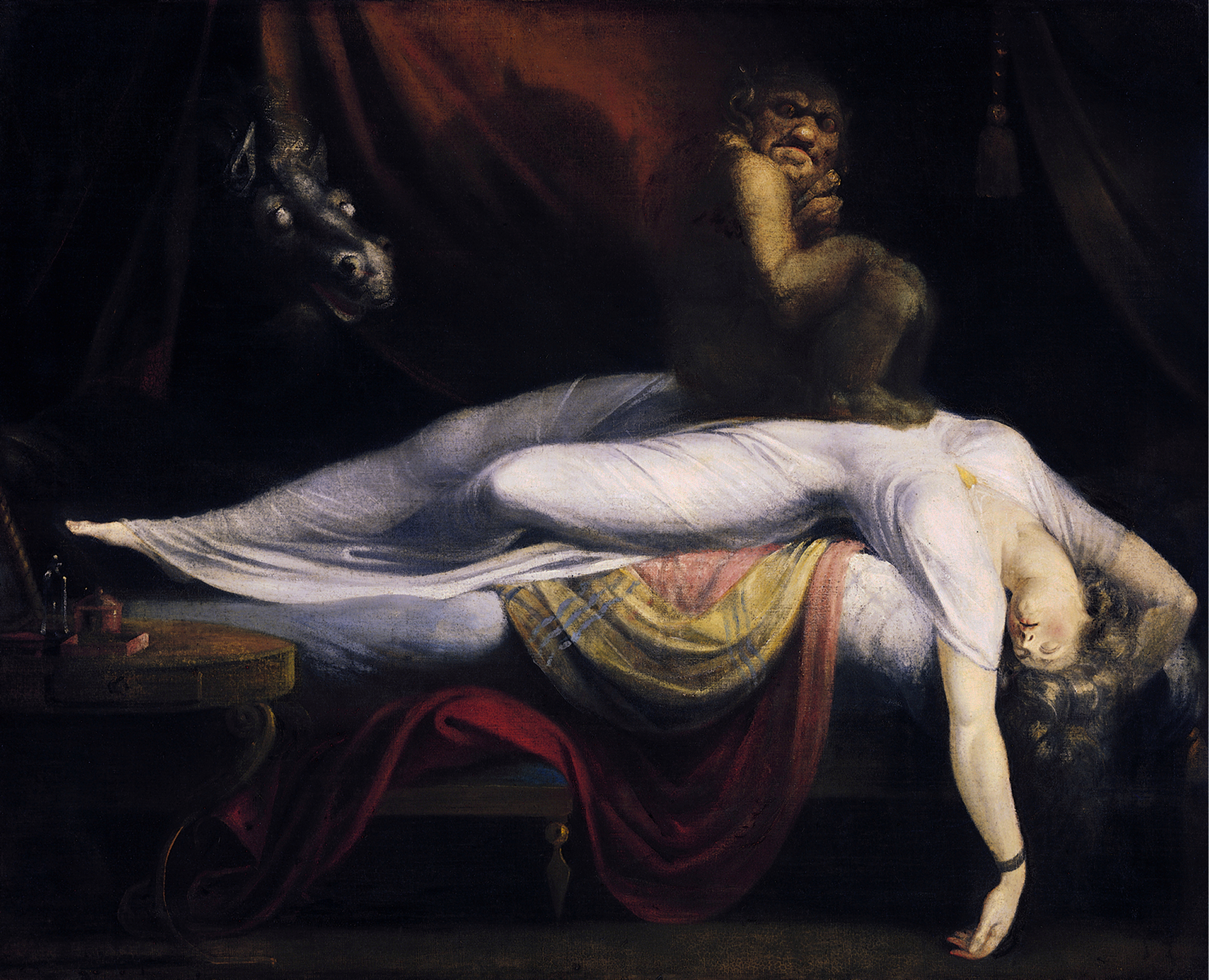
Johann Heinrich Füssli, Le Cauchemar, 1781.

Tout comme Sigmund Freud, Jung considère que le rêve et le langage onirique sont la voie royale vers la compréhension de l'inconscient. Cependant, la conception de l'inconscient de Jung fait qu'il considère les rêves comme des « messagers indispensables qui transmettent les informations de la partie instinctive à la partie rationnelle de l'esprit humain ». Pour représenter cette partie instinctive non rationnelle, Jung prend en compte le rapport de l'inconscient personnel avec les fondements collectifs de l'imaginaire humain. Pour lui, l'inconscient collectif est producteur de sens et compense l'attitude du Moi, afin de maintenir ou de rétablir un équilibre psychique : le « rêve est une autoreprésentation, spontanée et symbolique, de la situation actuelle de l'inconscient » explique-t-il.
Ainsi, l'explication du rêve est complète quand on réussit à indiquer « la distance où se trouve le rêveur par rapport à la réalisation des exigences de l'inconscient collectif. » Connaître l'inconscient collectif et son emprise sur le sujet est, de fait, l'enjeu central de la psychothérapie jungienne. En effet, au cours du traitement, arrive toujours un moment où les imaginations des patients changent de caractère et où l'interprétation ne peut plus se faire (uniquement) sur la base d'éléments personnels refoulés. Il faut alors comparer ces matériaux particuliers sous l'angle collectif afin d'« amplifier » l'interprétation. Ce « déplacement sur le plan mythique » caractérise l'approche jungienne : « les rapprochements entre les motifs oniriques types et des thèmes mythologiques permettent de supposer (…) que la pensée onirique est une forme phylogénétique antérieure de notre pensée ».

### Le mythe et la méthode d'amplification
L'inconscient collectif est, selon Jung, comme un champ ou un réseau dont tous les points sont reliés, c'est-à-dire que les archétypes et les instincts sont tous, selon ses termes, « contaminés » : un mythe possède ainsi des éléments de motif (ou « mythologèmes ») appartenant à d'autres mythes proches, ce qui forme une trame dense où chaque symbole conditionne les autres. Les images mythiques sont sous forme de chaîne multidimensionnelle, possédant une fréquence et un rythme d'apparition propres, mises en évidence par Marie-Louise von Franz, qui reprend les travaux de Jung à sa mort, et qui explique que la métamorphose des motifs mythiques à travers les périodes historiques a une origine inconsciente. Elle résume ainsi sa thèse : « Ma propre hypothèse est que les formes les plus originales de contes folkloriques sont probablement les sagas locales, les récits para psychologiques ou les histoires miraculeuses provoquées par des invasions de l'inconscient collectif sous la forme d'hallucinations à l'état de veille ». L'« amplification » est le moyen utilisé par Jung pour démontrer la validité du concept d'inconscient collectif, en effet : « Dans la mesure où elle rassemble des parallèles provenant de sources variées, l'amplification semblait être un moyen approprié de mise en évidence de l'inconscient collectif ».

### Les psychoses
Les maladies mentales très déstructurantes ont très tôt renseigné Jung sur les manifestations de l'inconscient collectif. Le cas d'Emil Schwyzer lui avait en effet montré que lorsque le Moi est submergé par les contenus inconscients, il ne lui est plus possible d'être rationnel. « Dans les psychoses, l'inconscient collectif inonde la conscience et l'emplit de ses archétypes » explique Jung. Ainsi, les cas de possession rapportés dans toutes les civilisations représentent ce risque que Jung nomme l'« inflation » et qui est riche d'enseignements sur les contenus et les processus de l'inconscient collectif. Par ailleurs, certains conflits psychiques, exposés dans les mythes et les contes, continuent à être reproduits de façon inconsciente dans les relations interpersonnelles. Les grandes figures historiques comme les fondateurs de religions, Bouddha, Mani, Zoroastre, le Christ ou Mahomet sont des individus perméables aux contenus inconscients projetés. Le psychothérapeute et jungien Thomas Moore reprend la méthode d'approche de Jung face aux troubles psychiques dans Le soin de l'âme (1994) et en étudie le contenu universel.

## Inconscient collectif et structure de la psyché

### Inconscient personnel et inconscient collectif
L'inconscient collectif est distingué de l'inconscient personnel par Jung et ses continuateurs ; il est en fait présenté comme le fondement de la psyché car il « ne découle pas du vécu personnel, n'est pas une acquisition personnelle, mais est inné (…) universel (…) plus ou moins le même partout et chez tous les individus » explique Jung dès 1934. L'inconscient personnel, nommé en psychologie analytique l'« Ombre », est a contrario constitué des aspects de la personnalité refoulés par l'éducation ou la société et se présente envers le Moi comme un « antagoniste ». « La psyché dépasse alors le psychisme individuel ».
En ce sens, Jung est proche du concept freudien d'un inconscient comme réceptacle des pulsions refoulées. Il explique en effet que c'est cet « inconscient personnel [qui] renferme toutes les acquisitions de la vie personnelle : ce que nous oublions, ce que nous refoulons, perceptions, pensées et sentiments subliminaux. À côté de ces contenus personnels, il en existe d’autres, qui ne sont pas personnellement acquis ; ils proviennent des possibilités congénitales du fonctionnement psychique en général, notamment de la structure héritée du cerveau (…) je désigne ces contenus en disant qu’ils sont inconscients collectifs ». La démarcation conceptuelle est donc entre, d'une part ce qui est acquis mais refoulé (personnel), et d'autre part ce qui est hérité neurologiquement, inconscient par nature (collectif).

### Le centre de la psyché

Représentation schématique de la psyché selon Jung : l'inconscient collectif (cercle numéro 11) est représenté comme étant le fondement de l'inconscient personnel (cercle numéroté 10).

À l'échelle de l'individu, Jung place le fondement collectif au cœur de la psyché, de laquelle rayonnent les autres instances psychiques. Selon Henri F. Ellenberger le concept de Jung est « polypsychique » et il est plus complexe que celui de Freud. L’inconscient collectif n'est alors qu'une part de l'inconscient — concept central de la psychanalyse mais qui se partage chez Jung en « inconscient personnel » et « inconscient collectif » que Jung nomme également « trans-personnel » (überpersönnlich). La part collective étant la plus profonde, elle serait ainsi plus ancrée dans ce qui fait la nature humaine. Pour Jung, les instincts, « expression de la mémoire de l'espèce » selon Ilya Ilitch Metchnikov, siègent au cœur de l'inconscient collectif, déterminant les archétypes.
Jung décrit ainsi plusieurs strates formant l'inconscient collectif : d’abord l’inconscient collectif familial, puis l’inconscient collectif du groupe ethnique et culturel et, enfin, l’inconscient collectif primordial (où se trouve tout ce qui est commun à l’humanité comme la peur de l’obscurité et l’instinct de survie, constitué des archétypes et des instincts. Le concept d'inconscient collectif ne se limite ainsi pas à un paradigme unique. En effet, Jung insiste maintes fois sur le fait qu'il est au centre d'une vision autre de l'individu et de son rapport à la réalité ; le concept ne peut ainsi se comprendre que pris dans le tissu complet de la psychologie analytique. Bien plus, l'inconscient collectif propose une nouvelle approche de la théorie de la connaissance.

### L'inconscient objectif
Le reproche principal fait à la théorie jungienne est qu'elle décrirait un concept métaphysique aux fondements davantage philosophiques que psychologiques ; David Tresan résume ainsi : « Bien qu'il évite lui-même toute affirmation ontologique, Jung peut sembler souvent laisser entendre que l'inconscient collectif serait une réalité métaphysique ». En 1925, Jung distingue en effet la psyché comme étant la réunion de deux dimensions. L'une est dite « subjective », contenant le Moi et ses archétypes comme l'anima, la persona et l'ombre ainsi que l'inconscient personnel ; l'autre est dite « objective ». C'est pour cette raison que les jungiens refusent d'employer l'expression de « mon inconscient », préférant dire « l'inconscient », puisqu'il ne peut être la propriété d'un individu.
Cette « réalité de l'âme » tranche totalement avec la conception freudienne : pour Jung, l'inconscient collectif est de nature objective, c'est-à-dire qu'il est naturel, inhérent à la réalité et pas seulement dépendant des perceptions et représentations du sujet ; il existe « en soi ». Selon Marie-Louise Von Franz, dans l'inconscient collectif « existent contemporainement une expression et une absence de temps ». En son sein, le Moi se tient comme un observateur extérieur et auquel il accède par l'intégration progressive des archétypes.

### Une hypothèse de travail
Jung donne lui-même la limite de sa conception en affirmant qu'il ne s'agit que de modèles théoriques, hypostasiés. Il affirme par exemple : « En fait, le concept d'inconscient n'est qu'une simple et commode hypothèse de travail » ou encore « nos conclusions ne signifient jamais que « tout se passe comme si… » ». En réalité, comme le rappelle Charles Baudouin, Jung ne fait qu'inférer l'existence de l'inconscient collectif à partir des effets exercés sur la conscience, qui sont les rêves, les fantasmes ou délires, l'imagination active, certaines formes de créativité ou la projection. Jung approche donc l'inconscient collectif par le biais de la phénoménologie, déterminant, par l'analyse des effets objectifs sur le sujet, des invariants mais aussi par l'étude des cas psycho-pathologiques.

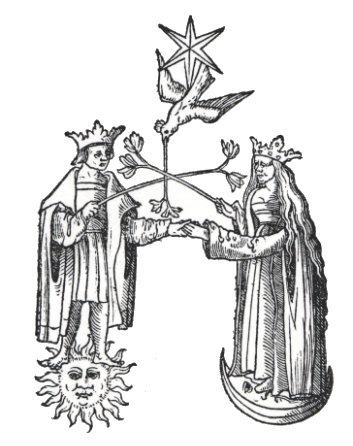
L'alchimie figure constamment l'inconscient collectif. Cette gravure du Rosaire des philosophes est, selon Jung, le symbole de la rencontre du conscient (le soleil, le masculin) avec l'inconscient (la lune, le féminin), sous l'égide de l'inconscient collectif (l'étoile), figuré par la colombe du saint-Esprit, symbole de la réunion des contraires.

Mais cette base spéculative n'a pas stoppé Jung dans sa poursuite de la compréhension de la personnalité globale. En étudiant les phénomènes de coïncidences sans cause logique, ce qu'il nomme la « synchronicité » dans La synchronicité comme principe d'enchaînement a-causal (1952), il émet l'idée que l'inconscient a une nature « psychoïde », « Comme l'âme » ou « quasi psychique ». L'inconscient collectif et les archétypes échappent ainsi à la représentation, au contraire des manifestations psychiques connues et certains phénomènes limites laissent ainsi à penser que les matériaux collectifs, via une transgression des limites matière-psychique, peuvent prendre forme, comme dans les coïncidences, la télépathie ou les manifestations fantomatiques. Jung en vient à former un nouveau terme pour décrire cette réalité autre : l'« unus mundus » (en latin : l'« unité du monde »). Il s'agit du domaine où la conjonction du psychique et du physique a lieu, expliquant par conséquent que « tous les différents plans de l'existence sont liés ».

### Inconscient freudien et inconscient collectif

#### Divergence de terminologie
Jung a bâti son concept en reconnaissant l'apport antérieur de Sigmund Freud : « C'est Sigmund Freud, qui le premier, a essayé d'explorer empiriquement l'arrière-plan inconscient de la conscience » réaffirme-t-il dans L'Homme et ses symboles. L'inconscient freudien, le « Ça » ou « inconscient personnel » chez Jung devient ainsi la part inconsciente la plus proche du Moi, celle où réside le côté sombre de la personnalité (l'ombre) et où se forment les complexes ; « Quant à l'inconscient personnel de Freud, Jung le prend en compte au titre de sa problématique des complexes et de l'ombre ». Pour Freud, en somme, l’inconscient naît du refoulement de tendances insatisfaites que la psyché n’arrive pas à maîtriser. Ces tendances, malgré le conscient, continuent souvent à mener une activité perturbatrice (c'est le « retour du refoulé » de la psychanalyse) qui est souvent pathologique. L’inconscient chez Freud est une puissance dangereuse, voire malfaisante : ses manifestations sont morbides et troublent plus ou moins profondément le cours normal de la vie, alors que pour Jung, l'inconscient collectif est créateur et n'est ni malfaisant ni bienveillant, mais neutre, car instinctuel. Si les divergences peuvent avoir pour origine un conflit de personnes, le nœud gordien se situe surtout sur la structure de la psyché - la « topique psychique ». Cependant, pour Yvon Brès, « l'inconscient jungien a, par son contenu, une réelle spécificité théorique ».

#### L'«âme collective»
Freud a refusé dès le début l'idée d'un inconscient collectif, même s'il reconnaît la récurrence de motifs symboliques à travers l'histoire et l'espace qu'il nomme les « fantasmes originaires ». David Tresan dit ainsi : « Freud a admis l'existence de schèmes originaires, mais en les considérant comme de simples traits héréditaires (lamarckisme) présents en tout individu (loi biogénétique). Pour lui il s'agit de récapitulations phylogénétiques qui ne peuvent avoir de rapports avec une structure à la fois transcendante et actuelle telle que l'inconscient collectif. » En effet, Freud parle dans différentes œuvres d’une « âme collective » et admet une possibilité de transmission transgénérationnelle d’une partie du psychisme. Dans son livre L'Interprétation des rêves (1900) il explique que « la symbolique n’est pas spéciale au rêve, on la retrouve dans toute imagerie inconsciente, dans toutes les représentations collectives, populaires notamment : dans le folklore, les mythes, les légendes, les dictons, les proverbes, les jeux de mots courants, elle y est même plus complète que dans le rêve ». Freud aborde ensuite ce point dans Totem et tabou (1912), dans Psychologie collective et analyse du moi, ouvrage dans lequel il évoque même un « substratum (qui) renferme les innombrables résidus ancestraux qui constituent l'âme de la race », idée qu'il reprend dans Moïse et le monothéisme (1939).

## L'inconscient collectif après Jung

D'après Joseph Campbell, le mythe du héros et de son parcours initiatique forme une structure universelle qui prend place dans l'inconscient collectif.

Suivant la thèse de Jung selon laquelle l'inconscient collectif est formé par les contenus psychiques qui « sont des connexions mythologiques, des motifs et des images qui se renouvellent partout et sans cesse, qu'il y ait tradition ni migration historique », nombre de ses continuateurs vont chercher à inventorier ces motifs. Les domaines de recherche sont alors nombreux, concernant soit l'histoire des symboles soit la pratique psychothérapeutique. Le concept aura aussi une existence en dehors du cercle jungien. En effet, des psychologues et psychothérapeutes emprunteront l'hypothèse de Jung dans leurs travaux afin de développer leurs propres théories de la personnalité.

### Dans la psychologie analytique

#### Continuateurs directs
Du vivant de Jung, nombre de ses proches et disciples ont cherché à explorer les manifestations de l'inconscient collectif. Ainsi, « la théorie de l'inconscient collectif a été appliquée à la psychologie des intuitions philosophiques et des découvertes scientifiques » note Henri F. Ellenberger, qui évoque par exemple l'interprétation jungienne de la découverte de la loi de conservation de l'énergie par Robert Mayer. Jung travailla en effet avec le physicien Wolfgang Pauli sur ce sujet et ses déductions furent reprises et poursuivies par Marie-Louise von Franz dans Nombre et temps, Joseph L. Henderson (en) aux États-Unis[réf. souhaitée], et Michel Cazenave en France. Les représentations scientifiques, et même les mathématiques selon Von Franz n'échappent pas à la relecture symbolique jungienne. Elle et Emma Jung ont par ailleurs étudié les variations autour du symbole du Saint Graal dans La Légende du Graal (1961) alors qu'Edgar Herzog s'intéresse, dans Psyche und Tod, aux représentations de la mort. Riwkah Schärf étudie lui le personnage de Satan à travers les cultures, Lucy Heyer examine les motifs solaires et chroniques alors que Erich Neumann dresse un panorama historique et symbolique de la figure du héros. L'inconscient collectif a permis également une relecture du phénomène religieux, que Jung a étudié sous l'angle psychologique à la fin de sa vie. L'universitaire et économiste Eugen Böhler, dans Die Grundgedanken des Psychologie von C. G. Jung (1960), considère que la vie économique est régie par des impulsions irrationnelles et collectives issues des fantasmes et des mythes alors que pour l'anthropologue John Layard les mythes sacrificiels révèlent la façon dont les sociétés dites « primitives » géraient leurs relations avec les forces de l'inconscient. Les propriétés paranormales de l'inconscient collectif, et en particulier la fonction prospective du rêve, ont été étudiées par Alphonse Maeder.

#### En marge de la psychologie analytique
En marge de la psychologie analytique, plusieurs auteurs considèrent le concept d'inconscient collectif comme opérant. Avec la « psychologie archétypale », James Hillman, un post-jungien américain, étudie les manifestations symboliques modernes, et surtout celles se faisant jour dans la pathologie et dans le monde de la santé. Il continue également de voir dans l'activité onirique la clé de l'équilibre personnel, expliquant que le rêve contient les « données archaïques qui créent les phantasmes ». L'inconscient collectif est alors représenté, explique-t-il dans Il sogno e il Mondo Infero, comme un « enfer intérieur » (Unterwelt), source du renouveau de la personnalité. L’œuvre de Gilbert Durand étudie les « structures anthropologiques de l'imaginaire » dont les racines plongent dans l’inconscient collectif. S'appuyant sur les textes littéraires et sur les mythes, Durand s'intéresse aux groupements de symboles de formes semblables, qu'il groupe en deux classes, appelées le « régime nocturne » et le « régime diurne », sur les plans épistémologique, symbolique et herméneutique. Sa méthode se veut un « structuralisme figuratif » constitutif de la mythanalyse.
Paul Watzlawick, formé à l'institut C. G. Jung de Zurich, créateur de la « thérapie brève » et membre de l'école de Palo Alto, dit utiliser l'hypothèse jungienne comme fondement de ses travaux sur les interactions familiales. Enfin, l'anthropologue et mythologue américain Joseph Campbell, célèbre pour son travail dans les domaines de la mythologie comparée et de la religion comparée. Dans sa série en quatre livres, Les masques de Dieu (The Masks of God), Campbell tente de résumer les principales histoires spirituelles du monde, afin d'étayer ses idées sur « l’unité de l'espèce humaine ». Dans son essai de 1949, Le Héros aux mille et un visages (The Hero with a Thousand Faces), Campbell expose sa théorie du monomythe, affirmant que tous les mythes suivent les mêmes schémas archétypaux, baignant dans l'inconscient collectif.

### Courants psychologiques proches

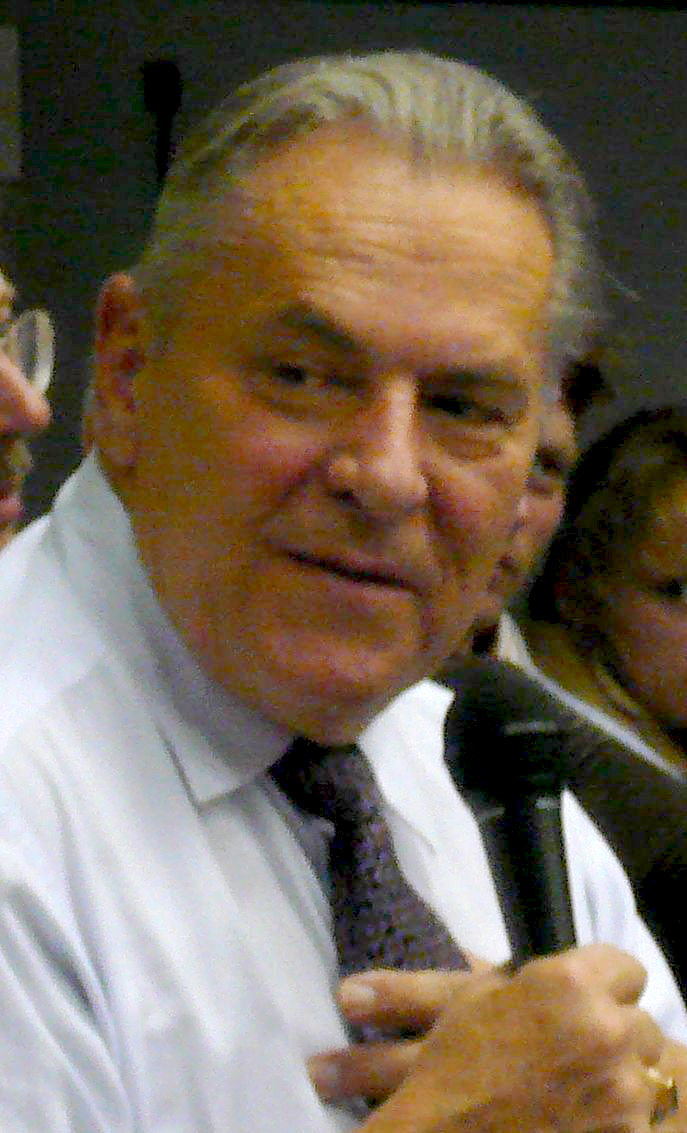
Stanislav Grof, l'un des fondateurs de la psychologie transpersonnelle qui réutilise le concept d'inconscient collectif.

De nombreux psychologues, psychiatres ou psychanalystes, évoluant surtout au sein du courant dit de la psychologie transpersonnelle, ont fondé leurs théories sur le concept d'inconscient collectif de Jung, ainsi que sur celui, corollaire, d'« archétype ».

#### En psychologie et psychiatrie
Robert Desoille (1890–1966), dans Le Rêve Éveillé en psychothérapie (1945) fait essentiellement référence à l'inconscient collectif de Jung. Pour lui, la psyché comporte deux pôles : le « Ça » freudien et le « Soi » jungien, limite de la sublimation qui peut être obtenue. Entre les deux, le Moi se déplace comme possibilité de représentation. Le psychiatre italien Roberto Assagioli (1888–1976), freudien également, avec la « psychosynthèse », se fonde sur une stratification de l'inconscient semblable à celle de Jung. En plus de voir, tout comme Jung, dans le « Soi » supérieur le centre de la personnalité, il postule que celui-ci s'enracine dans un inconscient collectif, siège des fantasmes et des archétypes. Néanmoins, Assagioli distingue deux sphères collectives : l’« inconscient collectif moyen » qui regroupe toutes les structures conditionnant la conscience comme la culture et le langage et l’« inconscient collectif inférieur » qui emmagasine les mythes. Georges Devereux (1908–1985), dans Essais d'ethnopsychiatrie générale (1977) définit quant à lui, à la suite de Jung, tout en s'en démarquant toutefois, deux inconscients, l'un « ethnique » et un autre « idiosyncrasique », ce dernier correspondant à l'inconscient freudien. Selon lui, « L'inconscient ethnique d'un individu est cette part de son inconscient total qu'il possède en commun avec la plupart des membres de sa culture. Il est composé de tout ce que, conformément aux exigences fondamentales de sa culture, chaque génération apprend elle-même à refouler puis, à son tour, force la génération suivante à refouler. Il change comme change la culture et se transmet comme se transmet la culture ». À sa suite, l'ethnopsychiatre Tobie Nathan (né en 1948) reprend la division de Devereux en précisant la constitution de l'inconscient culturel, notamment ses fondations archétypiques.

#### La psychologie transpersonnelle
La psychologie transpersonnelle réutilise par ailleurs le concept d'inconscient collectif. Stanislav Grof (né en 1931), dans Les royaumes de l'inconscient humain (1975), distingue, au sein des trois plans de l'inconscient un « domaine trans-personnel », qui correspond à l’inconscient collectif jungien, cumulant les expériences, et de nature objective. Ken Wilber (né en 1954) pense quant à lui qu'un niveau pré-personnel ou inconscient de la personnalité, sorte de substrat organique et archaïque, fait que, comme chez Jung, « la conscience la plus intime de l’homme est identique à la réalité ultime de l’univers ». D'un point de vue davantage sociologique, Edward T. Hall, dans Au-delà de la culture et La Danse et la vie s'appuie sur le concept jungien pour développer un « inconscient culturel ». Celui-ci explique en effet que « l’inconscient culturel règle les actions de l’homme ».

#### En psychanalyse
Enfin, nombre de psychanalystes, en dépit du rejet de Jung, développent des opinions proches des siennes quant à l'existence de contenus universels inconscients, que l'enfant ne peut constituer lors de son ontogénèse. Ainsi, « l'idée de « sentiment océanique » formulée par Romain Rolland, comme expérience créative, position d'ouverture de l'inconscient face à l'inconnu, rejoint en un certain sens le concept mystique de unus mundus de Jung : c'est un sentiment d'harmonie universelle » explique Salomon Resnik. C'est également le cas de Paul Diel dans son ouvrage Le Symbolisme dans la mythologie grecque, étude psychanalytique, qui considère que des images primitives structurent le langage symbolique. Un proche de Freud et de Jung, Sándor Ferenczi, dans son ouvrage Thalassa. Psychanalyse des origines de la vie sexuelle, pense également que l'inconscient prend racine dans la biologie de l'être. Cet inconscient biologique contient des symboles qui « ne sont pas seulement l'expression des jeux fortuits de l'imagination, mais des traces historiquement importantes de faits biologiques refoulés ». Des analystes comme Marion Milner, Donald Woods Winnicott et Charles Rycroft parlent ainsi d'un « inconscient créatif » dont la prolixité d'images rappelle les propriétés de l'inconscient collectif jungien. Le psychanalyste Claude Brodeur utilise également le concept d'« inconscient d’un collectif » pour désigner les analogies sémantiques qui existent dans un même groupe social et culturel.

## Réutilisation du concept hors de la psychologie

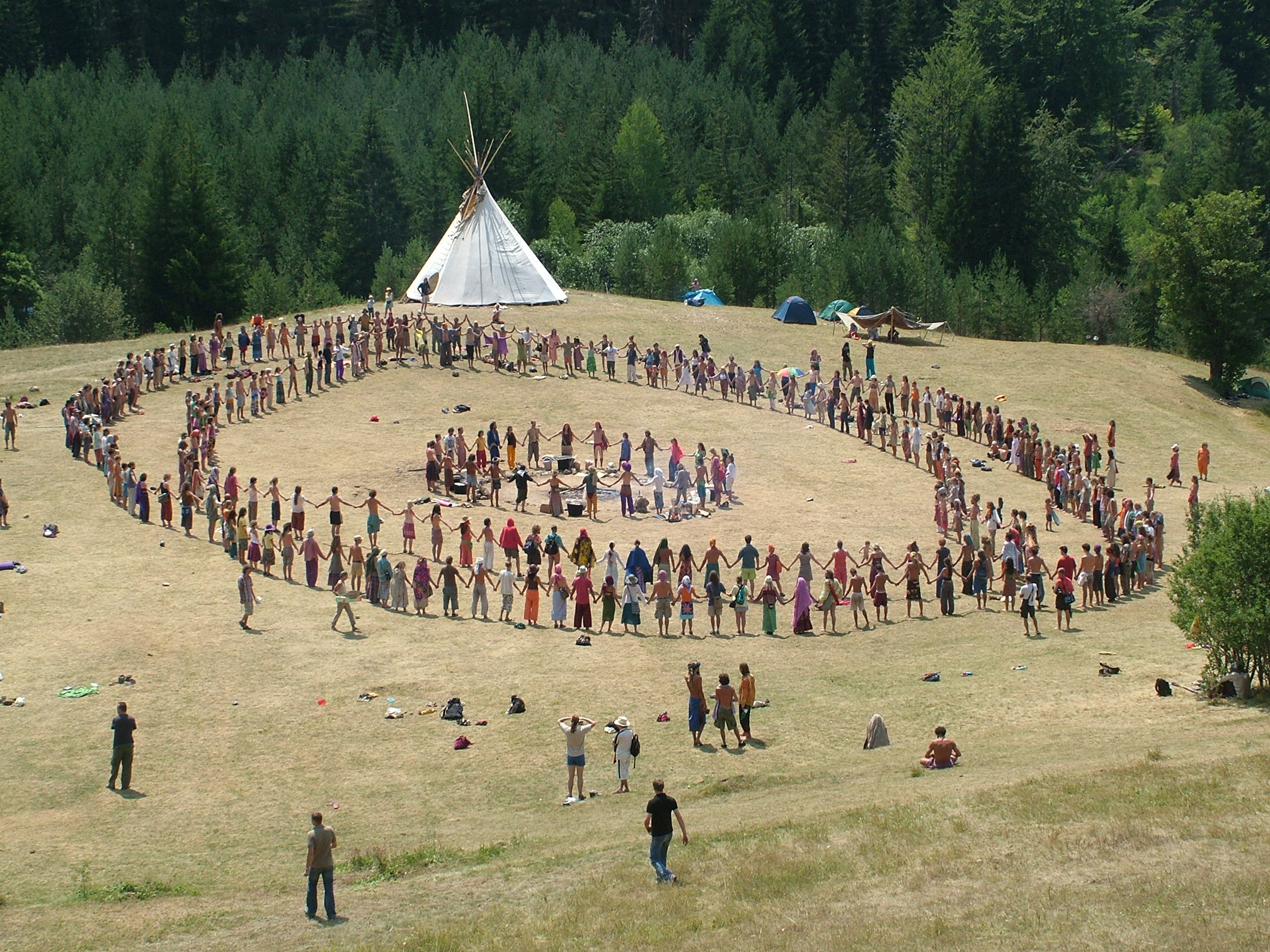
Un rassemblement de membres du Nouvel-Âge.

### Spiritualités
Comme c'est le cas pour la plupart des concepts de Jung, il existe une tendance à interpréter le sujet de l'inconscient collectif au travers du filtre de l'occultisme, et les polémiques et débats sur sa dimension mystique sont récurrents. En premier lieu, Jung a beaucoup écrit sur l'occultisme, proposant d'expliquer certains phénomènes paranormaux par l'hypothèse de l'inconscient collectif. Ainsi, il expose, dans Un Mythe moderne, que les visions de soucoupes volantes s'expliqueraient selon lui par une projection dans la matière de contenus collectifs angoissants, prenant la forme de disques. Si Jung a été l'initiateur d'explications ésotériques, il demeure toutefois toujours dans un cadre empirique. Après lui, des courants de pensée non scientifiques abordent la question.
Le docteur en biologie et parapsychologue Rupert Sheldrake, à travers son concept de « champ morphogénétique », pense quant à lui que : « la mémoire au sein des champs morphiques est cumulative, et c’est la raison pour laquelle toutes sortes de phénomènes deviennent de plus en plus habituels par répétition… Dans cette complexité croissante, les champs morphogénétiques contiendraient une mémoire inhérente acquise par un processus de résonance morphique composant la mémoire collective de chaque espèce (idée émise par l’éminent psychologue Carl Gustav Jung) ».
Le courant syncrétique du New Age (« Nouvel-Âge », en français) intègre ainsi le concept d'inconscient collectif, perçu comme une mémoire universelle permettant à l'homme d'entrer intimement en contact avec soi mais aussi avec l'« âme du monde ». Le channelling, les expériences de dédoublement astral, les rêves, visions et l'astrologie sont autant de techniques visant à entrer en contact avec ses couches les plus profondes de la conscience, parfois appelées « annales akashiques » dans la culture New Age. Dans Jung and the New Age, David John Tacey explique que la plupart des concepts jungiens ont été récupérés par le New Age, sans aucune rigueur scientifique. Le psychologue jungien Michel Cazenave dénonce également cette assimilation erronée : « À côté de cela, ce qui me semble beaucoup plus préoccupant, c’est une sorte de « vulgate », souvent de style New Age, qui s’est répandue sur Jung, qui a aplani ses théories et, à force de les simplifier, en présente une intolérable caricature, sinon même une pure et simple trahison. De ce point de vue, afin de garder tout son tranchant et toute sa complexité à l’œuvre, il faudrait sans doute reprendre à nouveaux frais des notions essentielles comme celles d’archétype, d’inconscient collectif et d’énergie psychique ».
Enfin, la psychogénéalogie a réinvesti le concept d'inconscient collectif. Anne Ancelin Schützenberger a constitué ses notions de transmission intergénérationnelle et transgénérationnelle de l’inconscient en s’appuyant sur l'hypothèse jungienne. Jung aborde en effet parfois dans ses travaux l’idée d'un « inconscient familial » qui serait une strate de l’inconscient collectif. Le concept a été réutilisé dans le cadre thérapeutique familial. Ainsi, la notion de constellation familiale est une méthode de thérapie transgénérationnelle créée par le thérapeute allemand Bert Hellinger et fondée sur la mise au jour de l'inconscient familial.

### L'inconscient collectif dans la culture populaire
Nombre d'études recensent les motifs archétypiques tenant de l'inconscient collectif au cinéma et dans la littérature de science-fiction. James F. Iaccino met à jour les figures parentales constitutives des personnages centraux des séries Star Wars, La Planète des singes, Retour vers le futur et Indiana Jones. Dans le film The Island (2005), des clones créés adultes et maintenus en isolation hors du monde dans une base souterraine se découvrent des compétences et souvenirs appartenant à leurs modèles originaux, tous les individus étant reliés par un inconscient partagé.
En littérature, le concept a fait florès. Dans la série de science-fiction Les Futurs Mystères de Paris, non seulement l'inconscient collectif existe, mais il possède une réalité physique. Les archétypes peuvent notamment s'incarner à l'intérieur de cette psychosphère.
Isaac Asimov, connu pour s'inspirer à la fois de la cybernétique et de la psychanalyse, a explicitement utilisé dans le Cycle de Fondation le mythe de Gaïa, en extrapolant par la science fiction le principe d'unité organique et pensante à l'échelle d'une planète, notamment dans Fondation foudroyée en 1982, et Terre et Fondation en 1986.
Dans La Caverne, inspiré des archétypes jungiens, Sergueï Diatchenko et Marina Diatchenko décrivent un monde où les hommes sont programmés pour se rendre la nuit en songe dans un lieu onirique afin d'y décharger leurs pulsions destructrices.
Le cycle de la Forêt des Ryhopes (La forêt des Mythagos, Lavondyss, La Femme des Neiges, Le Passe-brousaille, La Porte d'ivoire, Avilion) est l'œuvre maîtresse de l'écrivain et naturaliste Robert Holdstock. Le romancier y développe une histoire dense prenant place dans une vaste forêt réagissant et créant des êtres en puisant dans l'inconscient collectif des peuples qui l'entouraient depuis des milliers d'années. L'accent est mis sur la confrontation des personnages principaux humains avec l'image des mythes (Imago Mythi) des plus enfouis de l'Humanité, et l'exploration de leur propre psyché par le biais des mythagos créés de leur propre esprit.
Analogue à Gaïa, le « cybionte » est un super organisme planétaire métaphorique dont le concept est expliqué par Joël de Rosnay en 1995. Le principe est issu du croisement entre les théories systémiques et l'idée que l'inconscient émergerait des interactions biologiques et écologiques avec la noosphère.

## Critiques
Les critiques faites à Jung à propos de la pertinence du concept d'inconscient collectif sont de deux catégories. Il y a d'abord les critiques internes au mouvement psychanalytique, qui ont continué même après l'éviction de Jung. Après les événements de la Seconde Guerre Mondiale, et le fait que Jung ait collaboré avec la société allemande de psychologie, sous la coupe idéologique du parti nazi, la critique s'est faite davantage politique.

### Critiques au sein de la psychanalyse
Dès la publication de Métamorphoses de l'âme et ses symboles, en 1912, les partisans de Freud ont dénoncé les conclusions de Jung. Dans son essai « Critique de l'essai d'une présentation de la théorie psychanalytique de C. G. Jung », le psychanalyste Karl Abraham dénonce le « délayage de l'inconscient » opéré par le psychiatre suisse. La « teinte religieuse » du concept, qui devient dès lors un « arrière-plan mystique » fait de Jung un « théologien » et non plus un psychanalyste. Cette critique est récurrente dans la littérature psychanalytique ; ainsi Yvon Brès explique que le concept jungien « témoigne également de la facilité avec laquelle on peut glisser du concept d'inconscient psychologique vers des perspectives relevant d'un univers de pensée étranger à la tradition philosophique et scientifique dans laquelle ce concept est né ».
Le psychanalyste Donald Woods Winnicott, en 1964, dans Lecture de C. G. Jung : Jung Ma Vie. Souvenirs, rêves et pensées, avance l'idée que Jung a postulé l'existence de l'inconscient collectif du fait d'une dissociation psychique provenant de la relation à sa mère. Jung est pour lui un exemple de cas guéri de psychose infantile, conditionnement qui lui interdisait de penser un inconscient freudien, de là sa tentative pour créer un concept d'inconscient collectif : « Il n'est pas possible, avec un esprit clivé, de concevoir un inconscient refoulé ; ce qu'on trouve à la place, c'est la dissociation » explique-t-il, et qu'il « s'efforçait de faire face à son incapacité à saisir ce qu'on pourrait appeler maintenant l'inconscient selon Freud ». Pour Jacques Lacan : « il n'existe pas d'inconscient collectif [mais seulement] des inconscients particuliers pour autant que chacun, à chaque instant, donne un petit coup de pouce à la langue qu'il parle ».

### Controverse idéologique

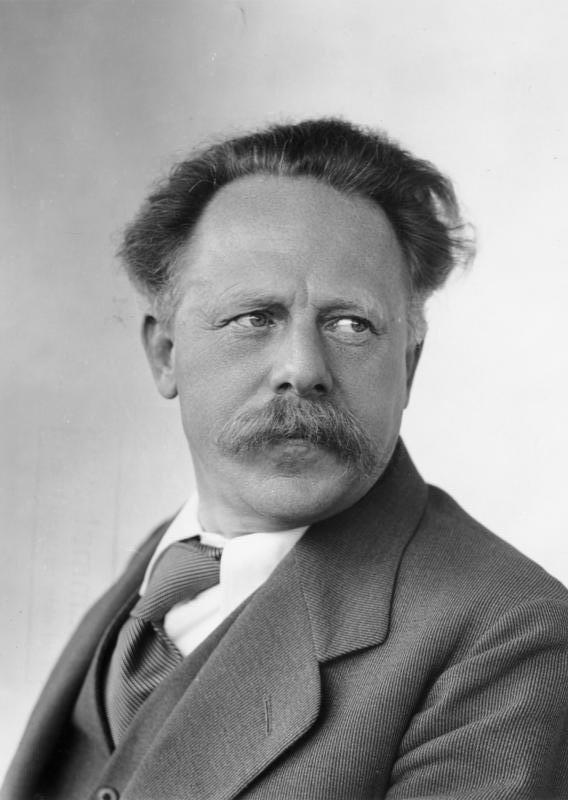
Jakob Wilhelm Hauer. En 1934, il donne une conférence sur le symbolisme des nombres, qui influence Jung. Il y explique que le concept jungien de l’inconscient collectif suggère l’existence d’un inconscient racial.

En 1933, Ernst Kretschmer, qui était Juif, décide d'un commun accord avec Jung que ce dernier le remplace à la tête de la Société allemande de psychothérapie (Deutsche Psychoanalytische Gesellschaft), dans l'idée que Jung, Suisse et non-Juif, puisse permettre à la revue de ne pas totalement tomber sous la coupe de l'idéologie nazie. Dans ce contexte d'antisémitisme virulent qui pousse Kretschmer à démissionner, un article publié par Jung fin 1934 dans la revue Zentralblatt für Psychotherapie va notamment être à l'origine d'une controverse encore d'actualité. Au sein de cet article de psychologie comparée, Jung souligne « les différences qui de fait existent, et d'ailleurs sont reconnues depuis fort longtemps, par des gens clairvoyants, entre la psychologie germanique et la psychologie juive ». Il ajoute toutefois qu' «[...] Il ne s'agit pas bien entendu, et j'aimerais que ce soit formellement établi, d'une quelconque dépréciation de la psychologie sémite, pas plus qu'il n'est question de déprécier la psychologie chinoise lorsqu'on parle de la psychologie propre aux habitants d'Extrême-Orient. » Alors que ces propos ont déjà provoqué des accusations d'antisémitisme à l'encontre de Jung, paraît en septembre 1945 un article de Sandor S. Feldman dans l'American Journal of Psychiatry, affirmant que Jung aurait écrit en 1934 dans la Zentralblatt für Psychotherapie que « L'inconscient aryen a un potentiel plus important que l'inconscient juif. » Selon Deirdre Bair, « Jung n'a rien écrit de tel dans la version originale publiée dans le Zentralblatt », mais ces propos fallacieux, combinés au premier article en revanche bien réel de 1934, continuent encore aujourd'hui d'entacher le concept d'inconscient collectif.
Dès lors, cette théorie psychologique pâtit de la controverse et les critiques, comme le psychiatre suisse Gustav Bally ou la psychanalyste Élisabeth Roudinesco (dans son article « Carl Gustav Jung : de l’archétype au nazisme. Dérives d’une psychologie de la différence »), y voient une entreprise de justification des thèses racistes. Ernest Jones, puis, après lui, Edward Glover, contribua lui aussi à véhiculer l'image d’un Jung pro-nazi, dans un passage de son ouvrage biographique : La vie et l’œuvre de Sigmund Freud. Élisabeth Roudinesco considère, quant à elle, que Jung est un « adepte de la psychologie des peuples » qui a affiché très tôt, dans sa relation conflictuelle puis sa rupture avec Freud, sa position. Selon Marthe Robert enfin, « la tâche spéciale de Jung au sein de cet organisme était d'établir une ligne « scientifique » de partage entre la psychologie aryenne et la psychologie juive, autrement dit entre la doctrine de l'« inconscient collectif » et la psychanalyse de Freud, contre laquelle la revanche était maintenant facile ».
Le psychanalyste allemand Jakob Wilhelm Hauer, théoricien du völkisch et fondateur du « Mouvement de la Foi Nordique », fréquenta très tôt les conférences et les cercles jungiens des années 1930. Il utilisa notamment le concept de l'inconscient collectif dans un sens plus politique que scientifique, principalement pour suggérer l'existence d'un inconscient racial justifiant le lebensraum des nazis. On a pu parler, après lui d'un « inconscient racial », souvent attribué automatiquement à Jung alors que celui-ci n'a jamais expliqué la distinction et la discrimination de peuples sur la base de son hypothèse. La critique provient également du milieu de la psychologie analytique. Sans nier l'intérêt scientifique du concept, le psychothérapeute post-jungien Andrew Samuels qui, le premier, porta la polémique sur la collusion de Jung avec le régime nazi dans la presse, parle ainsi d'une « psychologie de la nation » qui entacha toute la psychologie analytique. Farhad Dalal dans son article « Jung: a racist » considère que la théorie de l'inconscient collectif a été créée par Jung pour justifier une distinction des races.